# Everly (Iowa)
Everly – miasto w Stanach Zjednoczonych, w stanie Iowa, w hrabstwie Clay. W 2000 liczyło 647 mieszkańców.